# دانيال بول (سياسي)
دانيال بول (بالفرنسية: Daniel Paul) هو سياسي فرنسي، ولد في 16 أغسطس 1943 في فرنسا. حزبياً، نشط في الحزب الشيوعي الفرنسي.

## مناصب
- انتخب نائب فرنسي عن دائرة الدائرة الثامنة في السان البحرية [الإنجليزية]‏ خلال فترته النيابية [الإنجليزية]‏ (20 يونيو 2007 – 19 يونيو 2012).
- انتخب نائب فرنسي عن دائرة الدائرة الثامنة في السان البحرية [الإنجليزية]‏ خلال فترته النيابية  [لغات أخرى]‏ (19 يونيو 2002 – 19 يونيو 2007).
- انتخب عضو المجلس العام  [لغات أخرى]‏.
- انتخب عضو مجلس جهوي.
- انتخب نائب فرنسي عن دائرة الدائرة الثامنة في السان البحرية [الإنجليزية]‏ خلال فترته النيابية  [لغات أخرى]‏ (12 يونيو 1997 – 18 يونيو 2002).